# Бёртон, Уильям Киннинмонд
Уильям Киннинмонд Бёртон (англ. William Kinnimond Burton; 11 мая 1856 года, Эдинбург, Шотландия — 5 августа 1899 года, Токио, Япония) — шотландский инженер, фотограф и исследователь фотографии. Проработал в Японии большую часть своей трудовой деятельности.

## Биография

### Ранняя жизнь
Бёртон родился в Эдинбурге в семье Джона Хилла Бёртона, юриста и историка-любителя, написавшего две книги по экономике, которые привлекли внимание в Японии. Его матерью была Кэтрин, дочь доктора Космо Иннеса, судьи, адвоката, а также одного из выдающихся фотографов-любителей Шотландии. Уильям Бёртон был другом детства Артура Конан Дойла. Конан Дойл обращался к нему за справочной информацией во время написания рассказа «Палец инженера», а книга Дойла «Торговый дом Гердлстон» посвящена Бёртону. Конан Дойл жил у тёти Бёртона Мэри, будучи студентом Эдинбургского университета.
Бёртон учился в Эдинбургской коллегиальной школе, но вместо того, чтобы поступить в университет, в 1873 году он записался на пятилетнюю стажировку в компанию инженеров-гидравликов и механиков Братья Браун и Ко на металлургическом заводе Роузбэнк в Эдинбурге. Дослужившись до должности главного чертёжника, он покинул фирму в 1879 году, чтобы вместе со своим дядей Космо Иннесом разрабатывать системы водоснабжения в Лондоне. В 1881 году он стал инженером-резидентом Лондонской ассоциации санитарной защиты.

### Работа в Японии
В мае 1887 года он был приглашён японским правительством занять должность профессора санитарной техники в Императорском университете (он читал лекции как инженер). В это время по Японии прокатилось несколько серьёзных эпидемий, в частности, холеры. Его назначение было необычным, так как Бёртон в основном занимался самообразованием и не имел впечатляющих документов об образовании или профессиональной квалификации, которые были у многих его современников. Неизвестно, кто рекомендовал Бёртона японскому правительству и что побудило его оставить многообещающую карьеру в Лондоне ради, как он считал, временного назначения в Японию. Во время пребывания в Лондоне он познакомился с Нагаи Кюитиро, сотрудником Санитарного департамента Министерства внутренних дел Японии и Императорского университета. Нагаи пригласил его в Японию.
В течение девяти лет Бёртон помог обучить ряд выдающихся инженеров систем водоснабжения и канализации и стал единственным инженером-консультантом Санитарного департамента Министерства внутренних дел, планируя и управляя системами водоснабжения и канализации во многих городах, включая Токио. Его деятельность заложила основы японской экологической и санитарной инженерии. Созданная им система песчаной фильтрации в городе Симоносеки, префектура Ямагути, функционирует до сих пор.
Бёртон также спроектировал первые в Японии небоскрёбы — рёункаку — один в токийском квартале Асакуса и другой в Осаке. 12-этажное здание высотой 67 метров было самым высоким зданием в Токио на момент открытия в 1890 году. Это восьмиугольное в плане здание приобрело культовый статус как символ модернизации Японии и могло похвастаться первым в стране электрическим лифтом. К сожалению, небоскрёб было повреждён до неузнаваемости Великим землетрясением Канто в 1923 году и вскоре снесён.
Бёртон был известным фотографом и внёс значительный вклад в развитие японской фотографии. Он опубликовал несколько технических работ по фотографии и внёс свой вклад в ознакомление Запада с японской культурой, отправляя собственные фотографии в различные лондонские журналы. Он также много сделал для популяризации работ начинающих японских фотографов в Великобритании. Бёртон, совместно с сейсмологом Джоном Милном, написал книгу о катастрофическом землетрясении Ноби 1891 года и сделал для неё множество фотографий. Книга иллюстрировала тяжёлое положение японского народа и воздействие землетрясения на окружающую среду в драматических образах, которые были напечатаны Огавой Кадзумасой.
Бёртон также фотографировал японские костюмы и обычаи, посёлок Хаконе, гору Фудзияма и сцены из повседневной жизни японцев. Он был тесно связан с японским фотографом и коллотипистом Огавой Кадзумасой. Вместе с Огавой Бёртон был одним из основателей Японского фотографического общества, первой в Японии организации фотографов-любителей.
С 1892 года Бёртон начал сожительствовать с японкой Оракавой Мацу. 19 мая 1894 года он женился на ней, церемония бракосочетания произошла в британском консульстве в Токио. У Бёртона была дочь по имени Тамако от другой женщины.
В 1896 году, после окончания преподавания в Императорском университете, Бёртон отправился на Японский Тайвань в качестве инженера, где внёс выдающийся вклад в улучшение санитарных систем в тайваньских городах. Затем он вернулся в Японию в 1899 году.
Бёртон намеревался вернуться с семьёй в Шотландию, чтобы встретиться с матерью, но подхватил инфекцию печени и умер 5 августа 1899 года в возрасте 43 лет.
На его могиле на кладбище Аояма в Токио установлен впечатляющий памятник, воздвигнутый его друзьями и бывшими учениками..